# Emil Dimitriev
Emil Dimitriev (em macedônio/macedónio:  Емил Димитриев, nascido em 19 de março de 1979) é um político conservador macedônio, sociólogo e secretário geral da Organização Revolucionária Interna da Macedónia - Partido Democrático para a Unidade Nacional Macedónia.
Dimitriev foi nomeado como primeiro-ministro interino da Macedônia em 15 de janeiro de 2016, e assumiu o cargo em 18 de janeiro, após a renúncia de Nikola Gruevski, como parte do Acordo de Pržino.